# Utklippan
Utklippan består av öarna Norraskär och Södraskär. Södraskär är även fyrplats. Ögruppen, som ligger i Torhamns socken och Karlskrona kommun i Blekinge, utgör sedan 1988 Utklippans naturreservat.
Utklippan passeras av många flyttfåglar och bland häckfåglarna är en stor trutkoloni den mest framträdande. På ögruppen finns Utklippans fågelstation, vars ringmärkningsverksamhet påbörjades i liten skala under 1964. Efter det att fyren 1972 avbemannats, hyrde Karlskrona Ornitologiska Klubb en av fyrvaktarnas bostäder. Fram till 2004 har 319 504 fåglar av 194 arter ringmärkts på Utklippan.
På Utklippan finns även flera olika sorters groddjur, bland annat strandpadda och den hotade grönfläckiga paddan. 1994 iscensattes en framgångsrik räddningsaktion då ett 10-tal hanar och ett 100-tal ungdjur av grönfläckig padda inplanterades på ön efter det man konstaterat att endast honor fanns kvar. Flera av djuren på ögruppen klarar inte längre perioder vid saltvatten.
Berggrunden består av granit där inlandsisen har skapat bland annat rundhällar och isräfflor. Vatten och grus har skapat jättegrytor på Södraskär; på Norraskär finns klapperstensfält och äldre strandvallar. Den sprängda nödhamnen på  Norraskär invigdes 1942.

## Utklippans fyr

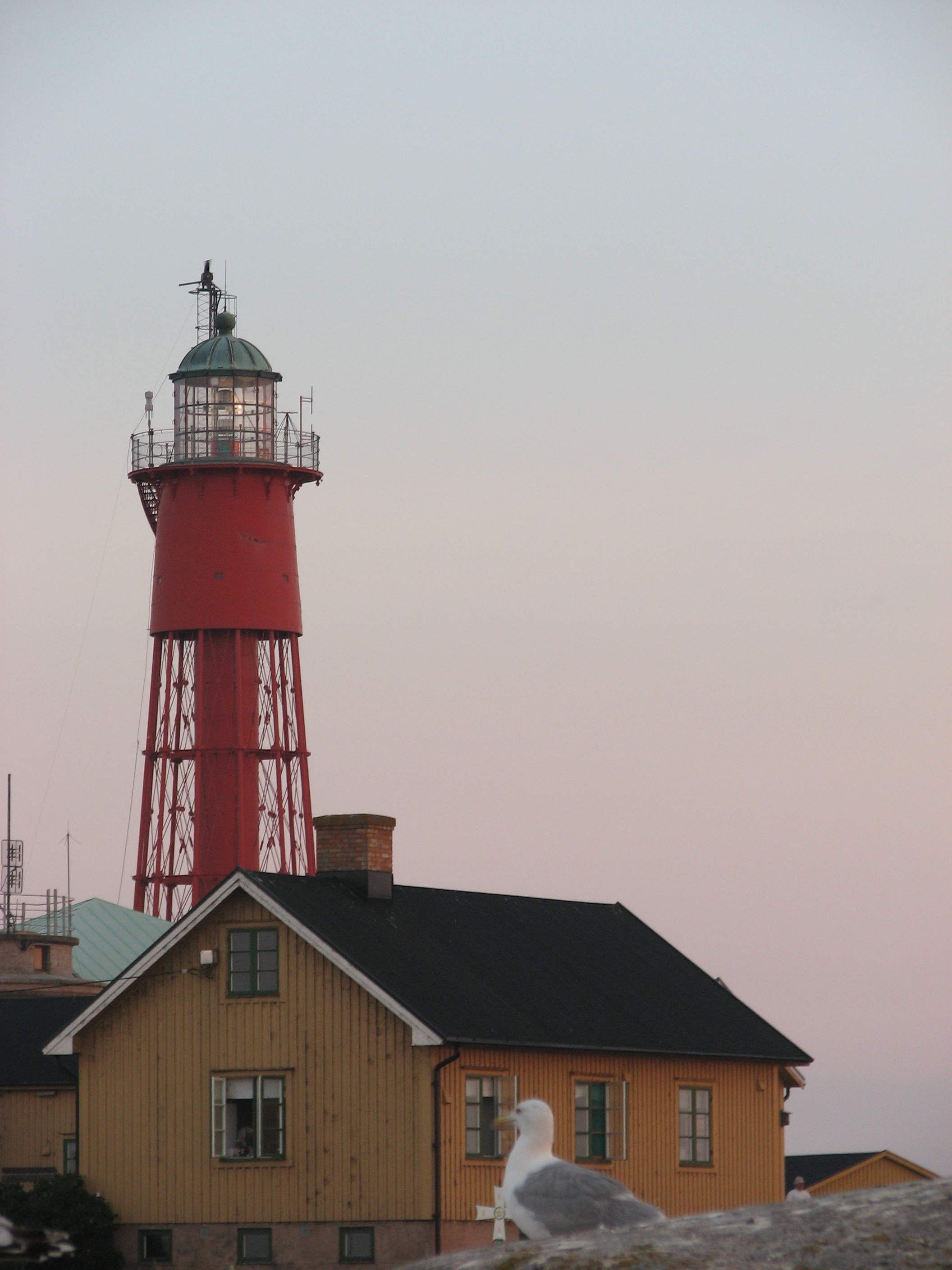
Utklippans fyr.

Fyren på Södraskär uppfördes 1840 som en kombinerad fyr och befästning. Det nuvarande fyrtornet, en Heidenstamfyr, byggdes 1870 enligt Albert Theodor Gellerstedts ritningar och är 30,9 meter högt. Fyren är automatiserad sedan 1972. Det vita ljuset från huvudfyren släcktes ner av Sjöfartsverket 2008, men farledsfyren finns fortfarande kvar. Utklippans fyrplats är statligt byggnadsminne sedan 1935.